# Ефимов, Пётр Иванович
Пётр Иванович Ефимов (1920—1974) — советский лётчик-ас истребительной авиации во время Великой Отечественной войны, Герой Советского Союза (27.06.1945). Гвардии капитан (1944).

## Биография
Пётр Ефимов родился 25 июня 1920 года в деревне Шкарупино (ныне — Александровский район Донецкой области Украины). Сын рабочего — донбасского шахтёра. В 1932 году вместе с семьёй переехал по новому месту работы отца в город Осинники Кемеровской области, где окончил неполную среднюю школу. С 1936 года работал на шахте «Капитальная» в городе Осинники Новосибирской области (с 1943 года город в Кемеровской области). Учился в Новокузнецком аэроклубе.
В марте 1940 года Ефимов был призван на службу в Рабоче-крестьянскую Красную Армию. В июле 1941 года окончил Новосибирскую военную авиационную школу, после чего оставлен в ней лётчиком-инструктором. В ноябре 1942 года направлен на учёбу, в мае 1943 года окончил курсы командиров и штурманов звеньев ВВС РККА. С июня того же года — на фронтах Великой Отечественной войны. Воевал в составе 21-го гвардейского истребительного авиационного полка в 5-й и в 8-й воздушных армиях. Принимал участие в боях на Степном фронте (июнь-сентябрь 1943) и на 2-м Украинском фронте (октябрь 1943 — июнь 1944). В рядах этого полка участвовал в Белгородско-Харьковской, Кировоградской, Корсунь-Шевченковской и Уманско-Ботошанской наступательных операциях. Первую победу одержал в бою 12 октября 1943 года, а к концу года на его счету были уже 7 личных побед.
В июне 1944 года переведён в 69-й гвардейский истребительный авиационный полк 23-й гвардейской истребительной авиационной дивизии 6-го гвардейского истребительного авиационного корпуса 8-й воздушной армии на 1-м Украинском фронте. В его рядах дрался с врагом в Львовско-Сандомирской, Карпатско-Дуклинской, Висло-Одерской и Нижне-Силезской наступательных операциях. Летал на самолётах «Як-1» и «Аэрокобра».
С июля 1944 года гвардии капитан Пётр Ефимов был командиром эскадрильи 69-го гвардейского истребительного авиаполка 23-й гвардейской истребительной авиадивизии 6-го гвардейского истребительного авиационного корпуса 2-й воздушной армии 1-го Украинского фронта. К 19 мая 1945 года он совершил 160 боевых вылетов, принял участие в 36 воздушных боях, лично сбив 19 вражеских самолётов. Трижды сбивал по 2 самолёта в одном воздушном бою.
В бою 14 февраля 1945 года был подбит зенитным огнём и получил тяжелое ранение в ногу с раздроблением костей, но через сильную боль сумел привести истребитель и посадил его на свой аэродром. Вышел из госпиталя только в сентябре 1945 года.
Указом Президиума Верховного Совета СССР от 27 июня 1945 года за «образцовое выполнение боевых заданий командования, мужество, отвагу и геройство, проявленные в борьбе с немецкими захватчиками», гвардии капитан Пётр Ефимов был удостоен высокого звания Героя Советского Союза с вручением ордена Ленина за номером 24486 и медали «Золотая Звезда» за номером 6560.
В 1946 году Ефимов был уволен в запас. Проживал в Москве. Работал начальником ОРСа в Хлебниковских судоремонтных мастерских (ныне в черте города Долгопрудный) и на оборонном заводе «Универсал».
Указом Президиума Верховного Совета СССР от 26 июня 1952 года за «совершение поступков, не соответствующих высокому званию Героя» Пётр Ефимов был лишён звания Героя Советского Союза. Через 15 лет, 12 апреля 1967 года был восстановлен в звании Героя.
Умер 22 сентября 1974 года, похоронен на Лианозовском кладбище Москвы.

## Награды
- Герой Советского Союза (27.06.1945)
- Орден Ленина (27.06.1945)
- Два ордена Красного Знамени (15.12.1943, 9.06.1944)
- Орден Александра Невского (25.04.1945)
- Орден Отечественной войны 1-й степени (19.03.1944)
- Ряд медалей СССР[5].

## Память
- В честь П. И. Ефимова названа улица и установлен памятник в Осинниках[5].
- В Осинниках установлен Мемориал памяти Героя[12].
- Именем П. И. Ефимова названа основная общеобразовательная школа № 3 в городе Осинники (2010)[13].